# Paralimnophila contingens
Paralimnophila contingens är en tvåvingeart som först beskrevs av Walker 1865.  Paralimnophila contingens ingår i släktet Paralimnophila och familjen småharkrankar. Inga underarter finns listade i Catalogue of Life.